# Kloster Johannesbrunn
Kloster Johannesbrunn ist ein ehemaliges Kloster der Servitinnen, später der Barmherzigen Brüder in Johannesbrunn in der Gemeinde Schalkham, Niederbayern.

## Geschichte
Der Südflügel des Klosters wurde 1861/62 zusammen mit der Kirche Mariä Empfängnis erbaut und von 1872 bis 1879 von vier Schwestern des Ordens der Servitinnen als Kloster genutzt. 1891 übernahm der Orden der Barmherzigen Brüder das Kloster und errichtete ein Pflegeheim. 1911 wurde der Westflügel erbaut. 1929 brannten Teile des Südflügels ab, die 1931/32 wieder aufgebaut und aufgestockt wurden. Der Ostflügel des Klosters wurde angebaut. 1967 wurde das Pflegeheim wegen Überalterung der Fratres geschlossen und anschließend bis 1979 als Unterkunft für Gastarbeiter genutzt. Danach erwarb der Freistaat Bayern das Gebäude für die Nutzung als Asylbewerberwohnheim. Dieses wurde 1996 geschlossen. 2001 konnte die Gemeinde Schalkham die Gebäude kaufen. Im Westflügel befindet sich jetzt das Bürger- und Kulturzentrum. Seit 2007 wird unter dem Namen Klosterladen Johannesbrunn dort auch ein Dorfladen betrieben.

## Denkmalschutz
Seit dem Jahr 2000 steht das Klostergebäude unter Denkmalschutz. Die Beschreibung des zuständigen Bayerischen Landesamts für Denkmalpflege lautet:

„Ehemaliges Kloster der Servitinnen 
nachmalige Versorgungsanstalt der Barmherzigen Brüder (1967 aufgelöst), zweiflügeliger Komplex in Sichtziegelbauweise mit Walmdach und Schopfwalm
Ostflügel erbaut 1861, 1929 nach Brand zur Dreigeschossigkeit aufgestockt, östlicher Risalitbau mit Bodenerker 1931
Nordflügel erbaut 1911, im zweiten Obergeschoss Chorkapelle mit Schrankenwand, gleichzeitig.
daneben:
Katholische Kirche Mariä Empfängnis
neugotische Saalkirche mit Westturm, Gliederung durch Strebepfeiler und Fries, Turm mit Spitzhelm, von Leonhard Schmidtner, 1864/65; mit Ausstattung.“